# Ecran lat
Ecranul lat  este orice format de imagine cu un raport de aspect mai mare ca raportul utilizat de televiziunea analogică care este de 4:3 (1,33:1). Ecranul lat cinematografic folosește un film cu lățimea standard de 35mm și are un raport de aspect mai mare de 1,37:1. 

## Prezentare
Pe măsură ce tehnologia s-a îmbunătățit, producătorii de televizoare și de monitoare au început să creeze și ei ecrane late. Inițial, un ecran lat  se referea la orice era mai lat decât un ecran clasic 4:3, dar foarte curând a ajuns să fie înțeles ca un ecran cu un raport de aspect al imaginii de 16:10 și mai târziu de 16:9. În prezent, aproape toate monitoarele de calculator și aproape toate televizoarele au ecrane late, iar emisiunile TV și saiturile web s-au adaptat la această schimbare.

## Istorie
Primul film cu ecran lat este documentarul The Corbett-Fitzsimmons Fight din 1897 (de asemenea primul film de lungmetraj, cu durata de cca. 100 de minute).

## Legături externe
- Official website for the American Widescreen Museum
- Reel Classics on What is Widescreen?
- Widescreen.org (formerly The Letterbox and Widescreen Advocacy Page)
- List of widescreen monitors Arhivat în 16 martie 2018, la Wayback Machine. compiled by TFT Central (incomplete)
- "The New Era of Screen Dimensions" by Bob Furmanek